# Chiaki Kuriyama
Chiaki Kuriyama (Tsuchiura, 10 ottobre 1984) è un'attrice, modella e cantante giapponese, che si è fatta conoscere anche al di fuori dal suo paese soprattutto grazie all'interpretazione di Gogo Yubari in Kill Bill: Volume 1.

## Biografia
Chiaki Kuriyama è stata una delle modelle più popolari durante il boom di metà anni novanta. Nel 1997 debutta nel libro fotografico Shinwa shōjo ("Ragazza del mito") e in Shōjokan ("La residenza delle ragazze"), fotografata da Kishin Shinoyama. Shinwa shōjo diventa un best seller, ma, a causa di alcune scene di nudo, viene ritirato dall'editore nel 1999, dopo l'entrata in vigore di nuove leggi anti-pedofilia. È anche apparsa come modella nelle riviste di moda per ragazze nicola (1997-2001) e Puchi Lemon (1996-2001).
Raggiunge la popolarità per la prima volta con i film horror Shikoku (1999) e Ju-on (2000). Chiaki appare anche nel film Battle Royale (2000), nel ruolo di Takako Chigusa.
Dopo una serie di apparizioni in famosi programmi televisivi giapponesi, Chiaki ha il suo debutto a Hollywood nel film Kill Bill: Volume 1 di Quentin Tarantino (2003), nella parte di Gogo Yubari, la studentessa guardia del corpo di O-Ren Ishii. Le battute di Chiaki nel film sono tutte in giapponese (eccetto due parole, "bingo" e "hi", e la frase "So you're black mamba?"). Ha riferito di star studiando l'inglese e che spera in futuro di poter interpretare altri personaggi recitando in questa lingua. Durante un'intervista ha detto di amare videogiochi, manga e anime e che il suo preferito è Gantz: per ringraziarla, l'autore Hiroya Oku ha aggiunto il personaggio di una donna vampiro fatto a sua immagine.
Nel 2010 debutta anche nel mondo della musica cantando la sigla per l'OAV in sei episodi Mobile Suit Gundam Unicorn.

## Filmografia parziale

### Cinema
- Toire no Hanako-san, regia di Joji Matsuoka (1995)
- Gonin, regia di Takashi Ishii (1995)
- Shikoku, regia di Shunichi Nagasaki (1999)
- Ju-on, regia di Takashi Shimizu (2000)
- Battle Royale (Batoru rowaiaru), regia di Kinji Fukasaku (2000)
- Persona (Kamen gakuen), regia di Takashi Komatsu (2001)
- Kill Bill: Volume 1, regia di Quentin Tarantino (2003)
- Itsuka 'A' torein ni notte, regia di Toyohisa Araki (2003)
- Kill Bill: Volume 2, regia di Quentin Tarantino (2004)
- Mail, regia di Iwao Takahashi (2004)
- Kagen no tsuki, regia di Ken Nikai (2004)
- Azumi 2 (Azumi 2: Death or Love), regia di Shûsuke Kaneko (2005)
- Into the Sun, regia di Christopher Morrison (2005)
- La guerra dei fantasmi (Yôkai daisensô), regia di Takashi Miike (2005)
- Scrap Heaven, regia di Sang-il Lee (2005)
- Kisarazu Cat's Eye: World Series, regia di Fuminori Kaneko (2006)
- Exte: Hair Extensions (Ekusute), regia di Sion Sono (2007)
- Kids, regia di Tatsuya Hagishima (2008)
- GS wandârando, regia di Ryûichi Honda (2008)
- Komori seikatsu kôjô kurabu, regia di Ikki Katashima (2008)
- Kamogawa horumô, regia di Katsuhide Motoki (2009)
- Hagetaka, regia di Keishi Ohtomo (2009)
- Nekku, regia di Takeshi Shirakawa (2010)
- Gosutoraita hoteru, regia di Hiroaki Itô (2012)
- Gekijouban SPEC: Ten, regia di Yukihiko Tsutsumi (2012)
- Toshokan sensô, regia di Shinsuke Sato (2013)
- Ataru: The First Love & the Last Kill, regia di Hisashi Kimura (2013)
- Gekijouban SPEC: Kurôzu - Zen no hen, regia di Yukihiko Tsutsumi (2013)
- Gekijouban SPEC: Kurôzu - Kou no hen, regia di Yukihiko Tsutsumi (2013)
- Chîmu Bachisuta Final: Keruberosu no shouzou, regia di Kazunari Hoshino (2014)
- Tanemaku tabibito: Kuni umi no sato, regia di Tetsuo Shinohara (2015)
- Himitsu: The Top Secret, regia di Keishi Ohtomo (2016)
- L'immortale (Mugen no jûnin), regia di Takashi Miike (2017)
- Fullmetal Alchemist - La vendetta di Scar (Hagane no Renkinjutsushi: Kanketsu-hen - Fukushusha Scar), regia di Fumihiko Sori (2022)
- Fullmetal Alchemist - Alchimia finale (Hagane no Renkinjutsushi: Kanketsu-hen - Saigo no Rensei), regia di Fumihiko Sori (2022)

### Televisione
- Kowai dôwa – serie TV (1999)
- Rokubanme no Sayoko – serie TV, 4 episodi (2000)
- R-17 – serie TV, episodi 1x1-1x2 (2001)
- Joôbachi - film TV (2006)
- Woman's Island - film TV (2006)
- Kakure karakuri - film TV (2006)
- Hagetaka: Road to Rebirth – miniserie TV (2007)
- Tokkyu Tanaka 3 Go – serie TV (2007)
- Ashita no Kita Yoshio – serie TV, 11 episodi (2008)
- Rebound – serie TV (2011)
- Himitsu chouhouin Erika (秘密諜報員 エリカ?)  – serie TV (2011)
- Ataru – serie TV, 11 episodi (2012)
- Algernon ni hanataba o (Algernon ni Hanataba wo) – serie TV, 10 episodi (2015)

### Videogiochi
- Yakuza: Dead Souls (2011) (Misuzu Asagi)
- Shadows of the Damned (2011) (Paula)

## Discografia

### Singoli
- 2010 – Ryūsei no namida (流星のナミダ?)